# Hinterer Bratschenkopf
Hinterer Bratschenkopf är en bergstopp i Österrike. Den ligger i distriktet Zell am See och förbundslandet Salzburg, i den centrala delen av landet. Toppen på Hinterer Bratschenkopf är 3 413 meter över havet, eller 156 meter över den omgivande terrängen. Hinterer Bratschenkopf ligger vid Stausee Mooserboden.
Den högsta punkten i närheten är Großes Wiesbachhorn, 3 564 meter över havet, nordost om Hinterer Bratschenkopf.
Trakten runt Hinterer Bratschenkopf består i huvudsak av kala bergstoppar och isformationer.